# The Codex Necro
The Codex Necro es el primer álbum de estudio de la banda británica de Black Metal Anaal Nathrakh, lanzado en el 2001.
Fue relanzado el 24 de abril de 2006 con 4 canciones adicionales tomadas de la sesión con el DJ John Peel de BBC Radio la cual se dio lugar el 16 de diciembre de 2003.
Fue relanzado una vez más en 2009 con cuatro temas adicionales originalmente incluidos en el demo We Will Fucking Kill You.

## Trasfondo
La persona siendo asfixiada en la imagen de la portada es el hermano menor de Mick, Steve Kenney. El álbum cuenta con partes sampleadas obtenidas de películas como Event Horizon, Excalibur, The Legend of Hell House, Omen III: The Final Conflict and Pelotón[cita requerida].

## Lista de canciones
| N.º | Título                          | Duración |  |
| 1.  | «The Supreme Necrotic Audnance» | 4:43     |  |
| 2.  | «When Humanity Is Cancer»       | 5:19     |  |
| 3.  | «Submission Is for the Weak»    | 5:16     |  |
| 4.  | «Pandemonic Hyperblast»         | 3:52     |  |
| 5.  | «Paradigm Shift – Annihilation» | 6:07     |  |
| 6.  | «The Technogoat»                | 4:38     |  |
| 7.  | «Incipid Flock»                 | 5:22     |  |
| 8.  | «Human, All Too Fucking Human»  | 4:48     |  |
| 9.  | «The Codex Necro»               | 6:07     |  |

Temas en vivo adicionales, relanzamiento 2006
| Bonus live tracks on 2006 re-release |                                                    |          |  |
| N.º                                  | Título                                             | Duración |  |
| 10.                                  | «Pandemonic Hyperblast»                            | 3:18     |  |
| 11.                                  | «How the Angels Fly In (We Can Never Be Forgiven)» | 2:48     |  |
| 12.                                  | «Submission Is for the Weak»                       | 4:58     |  |
| 13.                                  | «The Oblivion Gene»                                | 2:59     |  |

Temas adicionales demo, relanzamiento 2009
| Bonus 1999 demo tracks on 2009 re-release |                           |          |  |
| N.º                                       | Título                    | Duración |  |
| 10.                                       | «Negrogeddon»             | 4:20     |  |
| 11.                                       | «Pandemonic Hyperblast»   | 3:15     |  |
| 12.                                       | «The Codex Necro»         | 5:11     |  |
| 13.                                       | «When Humanity Is Cancer» | 4:29     |  |

## Créditos
- Irrumator (Mick Kenney) - todos los instrumentos
- V.I.T.R.I.O.L. (Dave Hunt) - voz
- Nick Barker - batería (solamente en las grabaciones en la BBC Radio)
- Shane Embury - bajo (solamente en las grabaciones en la BBC Radio)